# ياروسلاف سفوبودا
ياروسلاف سفوبودا (بالتشيكية: Jaroslav Svoboda)‏ هو لاعب هوكي الجليد تشيكي، ولد في 1 يونيو 1980 في Červenka (Olomouc District) ‏ في التشيك.

## وصلات خارجية
- ياروسلاف سفوبودا على موقع دوري الهوكي الوطني (الإنجليزية)
- ياروسلاف سفوبودا على موقع قاعة مشاهير الهوكي (لاعب أن.إتش.أل) (الإنجليزية)
- ياروسلاف سفوبودا على موقع EliteProspects.com (الإنجليزية)
- ياروسلاف سفوبودا على موقع HockeyDB.com (الإنجليزية)
- ياروسلاف سفوبودا على موقع Hockey-Reference.com (الإنجليزية)